# Cultura potapovka

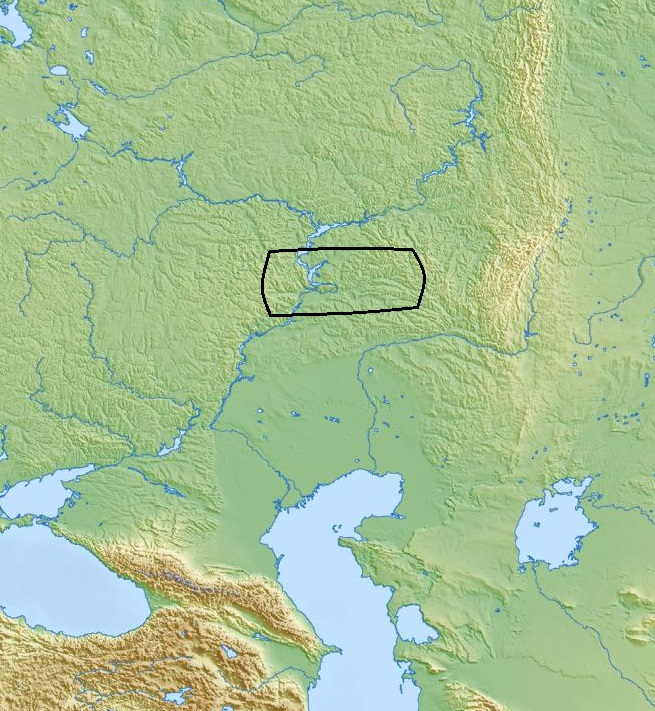
Mapa de la cultura potapovka, basado en un mapa impreso en la página 447 de Encyclopedia of Indo-European Culture, editado por J. P. Mallory y Douglas Q. Adams, y publicado por Taylor & Francis en 1997.

La cultura potápovka curva de Samara (los meandros en el curso medio del río Volga), proyectándose hacia el este por el valle del río Samara.
Parece estar conectada en lo material con la etapa temprana de la cultura andrónovo (período Sintashta y cultura petrovka), aunque genéticamente se relaciona con la cultura poltavka, con influencias de la cultura abáshevo, más al norte. De modo un tanto impreciso, se puede considerar como descendiente de la cultura jvalynsk y de la cultura samara, ambas en la misma extensión geográfica.
Las inhumaciones se llevaban a cabo en kurganes (‘túmulos’). Algunas tumbas más pequeñas y de menos importancia rodean los túmulos originales. Entre las ofrendas halladas en las tumbas había animales enteros o en partes (ovejas, cabras, perros). En una tumba se substituyó la cabeza del cadáver por la de un caballo:

...reminiscencia de la historia védica sobre como los Aśvin reemplazaron la cabeza del sacerdote Dadhyañc Artharvana por la de un caballo, para que les pudiera revelar el secreto de la bebida sagrada.
J. P. Mallory, Encyclopedia of Indo-European Culture

La cultura claramente había domesticado a los caballos. En las ruinas de los yacimientos se han podido identificar ruedas y vehículos con ruedas.
J. P. Mallory argumenta que la cultura potápovka carece de una relación genética clara con la cultura andrónovo temprana, y que esta carece de un ancestro local inmediato, por lo que las sociedades indoeuropeas de esta región deben de considerarse como venidas desde el oeste.
Esta hipótesis colocaría el urheimat (lugar original de los protoindoeuropeos) dentro de la región de la cultura yamna, y de su predecesora, la cultura sredny stog.